# Oskar Kreibich

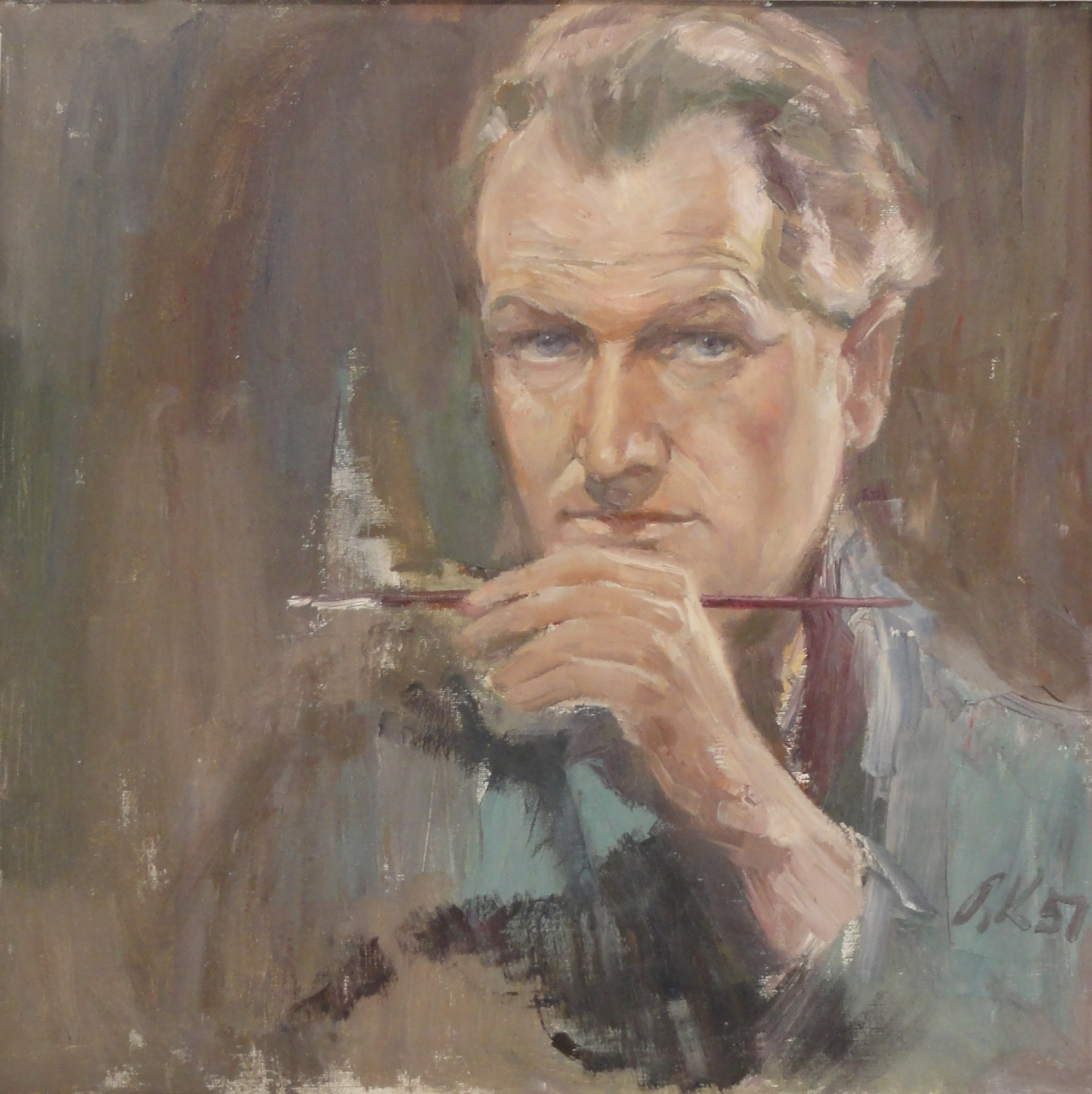
Selbstbildnis (1951)

Oskar Kreibich (* 17. Juli 1916 in Seifersdorf, Nordböhmen, Österreich-Ungarn; † 20. Februar 1984 in Backnang) war ein deutscher Maler, Grafiker und Bildhauer. Relativ spät trat er auch als Schriftsteller hervor.

## Leben
Oskar Kreibich besuchte die Staatsgewerbeschule für Maschinenbau in Reichenberg und die Staatsfachschule für Glasindustrie in Haida. Seine künstlerische Ausbildung begann er an der Akademie der Bildenden Künste Prag, wo er für fünf Jahre zu den Schülern von Heinrich Hönich gehörte. Anschließend  war er für ein Jahr Meisterschüler bei Hans Meid an der Preußischen Akademie der Künste in Berlin. Er arbeitete von 1941 bis 1942 in der Villa Massimo in Rom. Er war 1942 Preisträger der Villa Romana, konnte aber nicht nach Florenz reisen. Nach einigen Jahren als Lehrer kam er in sowjetische Kriegsgefangenschaft.
Als Heimatvertriebener siedelte sich Kreibich 1946 in Backnang an. Dort arbeitete er als freischaffender Künstler. In starker Heimatverbundenheit widmete er dieser Stadt zahlreiche Grafiken, Gemälde und Plastiken. Ferner porträtierte er für die Bücher Profile der Zeit (1972) und Portraits aus unserer Zeit. Hier drückte er den verschiedenen Persönlichkeiten nicht irgendeinen Stil auf, sondern ließ sich von ihnen zu den verschiedensten Techniken inspirieren. Zu den bekanntesten Porträtierten gehören u. a. Ernst Jünger, Theodor Heuss, Hermann Hesse, Günter Grass, Max Brod und Max Born. Seit den 1980er Jahren verfasste er auch Erzählungen.

## Auszeichnungen
- Georg-Schicht-Preis, Prag 1936
- Sudetendeutscher Kulturpreis, Wien 1959
- Rompreis der Preußischen Akademie der Künste, Berlin 1941
- Villa-Romana-Preis, Florenz (1942)
- Adalbert-Stifter-Medaille (1976)
- Verdienstorden der Bundesrepublik Deutschland, Verdienstkreuz am Bande (1979)
- Berufung in die Sudetendeutsche Akademie der Wissenschaften und Künste, München 1979
- Oskar-Kreibich-Weg in Backnang

## Werk
In Backnang ausgestellte Plastiken
Gerbersymbol
Geldorgel
Brunnen am Obstmarkt (gestiftet von C. Kaess sen.)

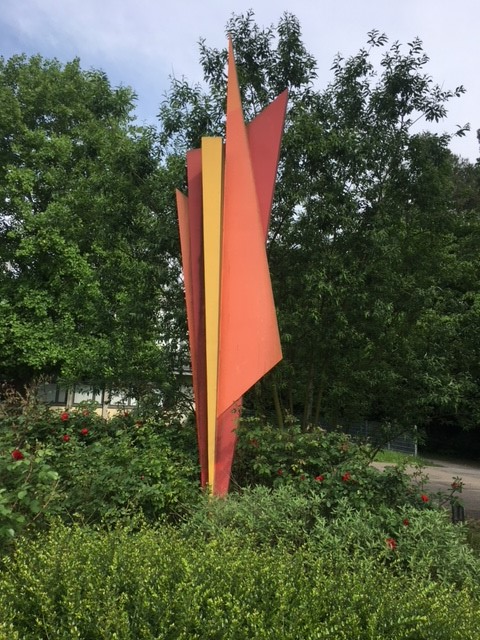
Mahnmal der Vertriebenen
Zeichnungen
Kreidezeichnung Winter in Prag (1936), in der Sammlung der Städtischen Galerie Dresden
Schriften
Backnang – vorwiegend heiter, Text mit 70 Zeichnungen. Fr. Stroh Verlag, Backnang 1973.
Auferstehung auf Böhmisch, Erzählungen mit 25 Zeichnungen. Walter Rau Verlag, Düsseldorf 1980.
Das Urgeheimnis des Remus Koller, Text mit 9 Illustrationen. Fr. Stroh Verlag, 1981.
Schreibe, Maler – rede nicht! Walter Rau Verlag, 1982.
Pfingsten in Žibřidice. Niederland-Verlag Helmut Michel, Backnang 1983.
Backnang – ein Wintermärchen? Fr. Stroh Verlag, 1983.